# José Finestres
Josep o José Finestres y Monsalvo o de Monsalvo (Barcelona, 5 de abril de 1688 - Montfalcó de Agramunt, 17 de noviembre de 1777), fue un prestigioso jurista e historiador español.
Formado en los jesuitas de Barcelona, inició los estudios de Derecho en la misma ciudad, doctorándose en la Universidad de Cervera en 1715. El mismo año, accedió a una cátedra, donde permaneció hasta jubilarse. Además, fue un estudioso de la Historia Antigua, en especial de Roma y Grecia. A él se debe una muy completa obra sobre epigrafía romana en Cataluña titulada Sylloge inscriptionum Cathaloniae. Su interés por la Antigua Grecia, favoreció la creación de la primera imprenta en Barcelona con caracterés del griego, lo que permitió las primeras ediciones en esta lengua de los clásicos. Fue uno de los primeros miembros de la Real Academia de las Buenas Letras de Barcelona.
La Biblioteca de Reserva de la Universidad de Barcelona conserva algunas de las obras que formaron parte de la biblioteca personal de Finestras, y un ejemplo de las marcas de propiedad que identificaron sus libros a lo largo de su vida.